# ジャメル・アブドゥン
ジャメル・アブドゥン（アラビア語: جمال عبدون, ラテン文字表記: Djamel Abdoun, 1986年2月14日 - ）は、フランス・セーヌ＝サン＝ドニ県モントルイユ出身のサッカー選手。アルジェリアにルーツを持っている。現在は無所属。ポジションはMF。

## 経歴

### クラブ
パリ・サンジェルマンFCの下部組織からACアジャクシオに移りプロキャリアをスタートさせた。2007年にはマンチェスター・シティFCにレンタル移籍するもカップ戦の出場に留まり、翌年リーグ・ドゥのCSスダン・アルデンヌへのレンタル移籍で活躍した。
2013年7月25日、チャンピオンシップのノッティンガム・フォレストFCと3年契約を結んだ。2014年7月10日、同クラブから退団する意向を示していることが報道され、翌年2月2日にジュピラー・プロ・リーグのスポルティング・ロケレンへのレンタルが決定した。2015年8月5日、ヴェリアFCに2年契約で移籍しギリシャに復帰した。

### 代表
2005年、U-19フランス代表としてUEFA U-19欧州選手権に出場しヨアン・グルキュフとともに優勝、トゥーロン国際大会にも2年連続で出場した。しかしフル代表には選ばれず、2009年8月にはフル代表はアルジェリア代表から招集を受け、アフリカネイションズカップ2010のアンゴラ代表戦で交代出場した。

## 所属クラブ
- ACアジャクシオ 2003-2008

→  マンチェスター・シティFC 2007.1-6 (loan)
→  CSスダン・アルデンヌ 2007-2008 (loan)
- FCナント 2008-2010.8
- AOカヴァラ 2010.8-2011.8
- オリンピアコスFC 2011.9-2013
- ノッティンガム・フォレストFC 2013-2015

→  スポルティング・ロケレン 2015.2-6 (loan)
- ヴェリアFC 2015-2016

## 代表歴

### 出場大会
- アルジェリア代表
  - 2010 FIFAワールドカップ

### 試合数
- 国際Aマッチ 11試合 0得点（2010年）[5]

| アルジェリア代表 | 国際Aマッチ | 国際Aマッチ |
| 年               | 出場        | 得点        |
| ---------------- | ----------- | ----------- |
| 2010             | 11          | 0           |
| 通算             | 11          | 0           |

## タイトル

### クラブ
オリンピアコス
- ギリシャ・スーパーリーグ : 2011-12, 2012-13
- キペロ・エラーダス : 2011-12, 2012-13

### 代表
フランス U-19
- UEFA U-19欧州選手権 : 2005
- トゥーロン国際大会 : 2007